# ماکومب، میشیگان
ماکومب (به انگلیسی: Macomb Township) یک منطقهٔ مسکونی در ایالات متحده آمریکا است که در شهرستان مکم، میشیگان واقع شده‌است.
 ماکومب ۹۴٫۰ کیلومتر مربع مساحت و ۹۱,۵۷۴ نفر جمعیت دارد و ۱۸۴ متر بالاتر از سطح دریا واقع شده‌است.